# Steven Bryce
Pour les articles homonymes, voir Bryce.
Steven José Bryce Valerio est un footballeur international costaricien, né le 16 août 1977 à San José, capitale du Costa Rica. Il a joué pour la saison 2005-2006 dans le club grec de l'OFI Crète, son poste est milieu de terrain axial.
En décembre 2007, il contracta un œdème du poumon nécessitant une intervention chirurgicale, qui a mis sa vie en péril.

## Palmarès
- Championnat du Costa Rica :
  - Champion en 1998, 1999, 2000, 2001, 2002 (LD Alajuelense).
- Ligue des champions de la CONCACAF :
  - Vainqueur en 2004 (LD Alajuelense).
- Championnat du Honduras :
  - Finaliste de la Clausura 2007 (CD Marathón).
- Gold Cup :
  - Finale en 2002 ( Costa Rica).
  - Demi-finale en 2003 ( Costa Rica).
- Coupe du monde  :
  - Phase de groupe en  2002 ( Costa Rica).
- Copa América :
  - Quart de finale en 2001 et en 2004 ( Costa Rica).
- Coupe du monde des moins de 20 ans :
  - Phase de groupe en 1997 ( Costa Rica).